# 徐鑾 (萬曆進士)
徐鑾（？—1614年），字鳴卿、號耀玉，福建漳州府龙溪县人，明朝政治人物。

## 生平
九月二十五日生，治易经。萬曆二十二年（1594年）甲午科福建鄉試第四十五名舉人，二十三年（1595年）乙未科進士，户部觀政，本年六月授直隶扬州府推官，二十九年擢兵部武选司主事，三十一年，山西试百户刘贞元、傅凤竹等并功冒袭，兵部郎中沈朝焕、朱化孚、徐銮等为抚按所奏，尚书李化龙特言徐銮卓有才守，偶此一事失于驳查，乞姑罚治留用。同年八月典試山东，升兵部職方司郎中。三十九年京察以浮躁被降職。四十二年卒。著有《辕雅集》四卷。

## 家族
曾祖徐晟，漳州卫百户。嗣祖徐法；生祖徐隆，寿官。父徐璽，封文林郎。母吴氏，贈孺人。严侍下。娶劉氏。子为缙、为绅、为缨。